# Lazarus Gumpel
Lazarus Gumpel (* 29. April 1770 in Hildesheim; † 9. November 1843 in Hamburg) war ein deutscher Kaufmann und ist bekannt als Stifter.

## Leben und Wirken

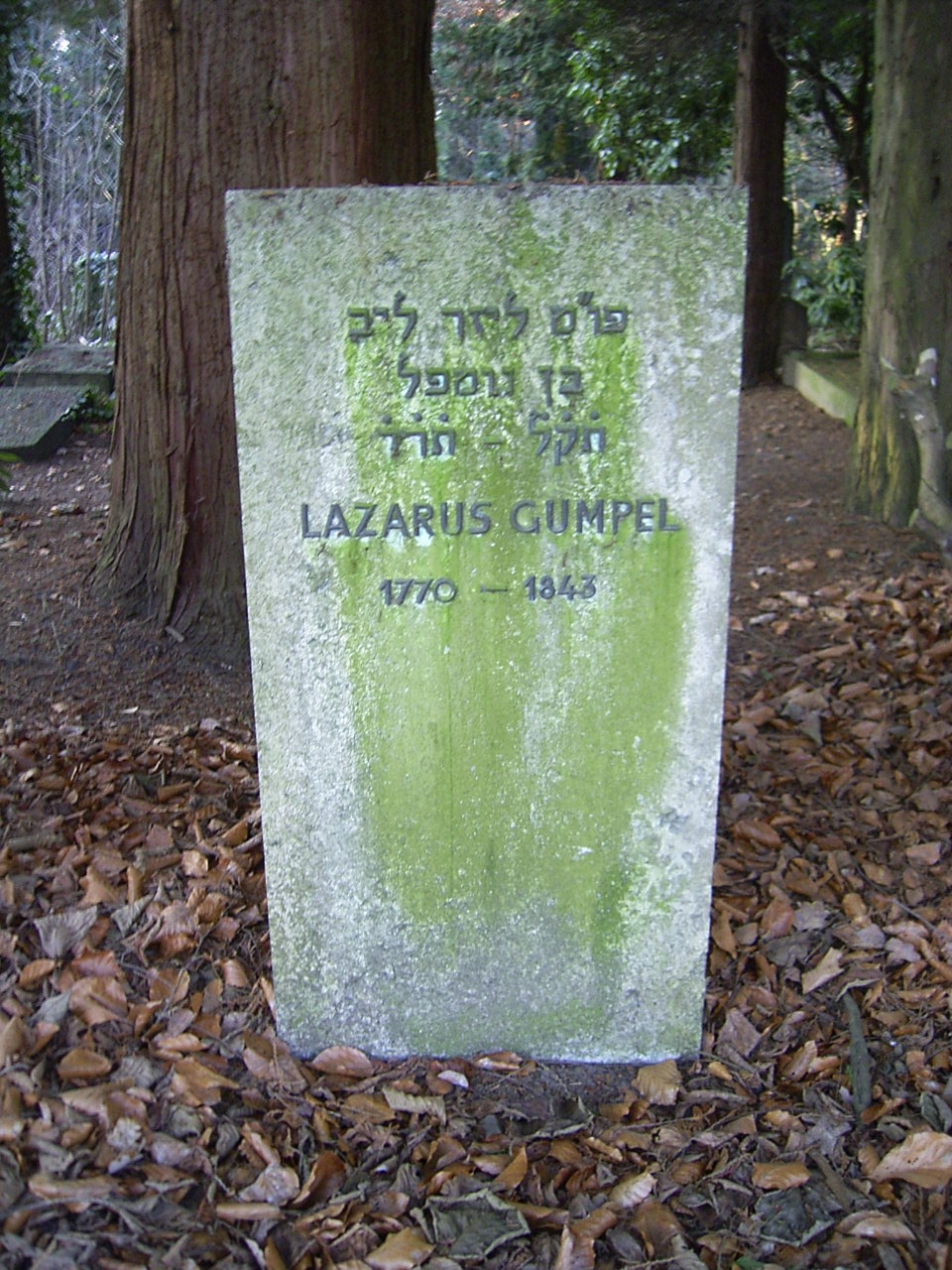
Grabplatte auf dem Friedhof Ohlsdorf

Lazarus Gumpel stammte aus Hildesheim, wo er als sehr angesehen galt und ein großes Vermögen erwarb.  Er heiratete am 4. März 1789 Sophie (Sprinze) Meyer, die Tochter eines Kaufmanns aus Einbeck und zahlte an die Stadt Hildesheim das sogenannte Eintrittsgeld, eine Abgabe für Juden bei der Gründung eines eigenen Hausstandes. Aus der Ehe gingen sieben Kinder hervor, drei Söhne und vier Töchter, die alle in Hildesheim geboren wurden. Gumpel war in Hildesheim als Kaufmann tätig. 1805 zog die Familie nach Hannover, und 1814 zog er weiter nach Hamburg. Er lebte anfangs als Schutzjude in der Hamburger Altstadt, danach in der dortigen Neustadt, wo er für einen langen Zeitraum die meisten Steuern der Gemeinde entrichtete. Gumpel engagierte sich für die Gleichberechtigung der jüdischen Mitbürger und gehörte 1817 zu den Gründungsmitgliedern des Israelitischen Tempelvereins. 1837 stiftete er zwei große Gebäude mit 51 Wohnungen, die in der Schlachterstraße 40 bis 42 auf jeweils drei Stockwerken Wohnraum für verarmte Juden boten. Diese Wohnungen, die als Vorbild für viele andere derartige Stiftungen dienten, wurden während des Zweiten Weltkriegs zerstört. Außerdem spendete der Mäzen Kleider, Nahrung, Brennmaterial und Medikamente.
Das Grab von Lazarus Gumpel befand sich zunächst auf dem Grindelfriedhof. Nachdem die Nationalsozialisten den Friedhof 1937 aufgelöst hatten, wurden seine sterblichen Überreste auf den Jüdischen Friedhof Ohlsdorf umgebettet. Dort erinnert heute ein Gedenkstein auf der Ehrenanlage der Deutsch-Israelitischen Gemeinde an den 1843 verstorbenen Stifter.

## Lazarus Gumpel und Heinrich Heine
Lazarus Gumpel wohnte in Ottensen in der Nähe des Bankiers Salomon Heine, der ein Onkel Heinrich Heines war. Heinrich Heine, der Lazarus Gumpel nie persönlich begegnete, hielt diesen für einen Emporkömmling, der den Lebensstil des Onkels in allen Facetten nachahmen wollte und der als Jude den Idealen des christlichen Bürgertums folgte. In Teil drei der „Reisebilder“ („Die Bäder von Lucca“) verspottete und verunglimpfte er den Nebenbewohner seines Onkels. Er karikierte ihn in Gestalt eines Hamburger Bankiers, eines einfältigen Parvenüs namens „Christian Gumpel“, der in Italien als „Markese Christoforo di Gumpelino“ auftritt. Heines Beweggründe für diese Darstellung Gumpels, dessen Familie darüber sehr verärgert gewesen sein soll, sind unklar. Salomon Heine soll sich dagegen über die Darstellung gefreut haben.

## Das Lazarus-Gumpel-Stift
Das Lazurus-Gumpel-Stift war das erste jüdische Wohnstift in Hamburg. Ihm folgten bis zur Zeit des Nationalsozialismus 7 weitere Jüdische Wohnstifte sowie 13 sogenannte paritätische Stifte, die von jüdischen Stiftern für jüdische und nichtjüdische Bewohner vorgesehen waren.
Gumpel beabsichtigte, mit seiner Stiftung gerade solche Familien zu unterstützen, die zwar ein Auskommen hatten, aber durch unvorhergesehene Ausgaben leicht in Armut geraten konnten. Gumpel sah dabei die Mietzahlungen als kritisch an, da sie in Hamburg zu dieser Zeit halbjährlich zu entrichten war. Die Mieter mussten deshalb aus einem nicht geringen Teil ihrer Einkünfte Rücklagen bilden, um die Miete bezahlen zu können.
Das Stiftungsvermögen betrug 1933 etwa 185.000 Reichsmark. 1939 wurde das Stift zwangsweise der bereits gleichgeschalteten  Reichsvereinigung der Juden in Deutschland angegliedert und 1942 das Gebäude an die Stadt verkauft. 1943 wurde das Stift formal aufgelöst.
Im Rahmen eines Pauschalabkommens zwischen der Stadt Hamburg und der Jewish Trust Corporation wurde der Geldwert des Grundstücks 1953 restituiert.